# بامبالاپیتیا
بامبالاپیتیا (به لاتین: Bambalapitiya) یک منطقهٔ مسکونی در سری‌لانکا است که در کلمبو واقع شده‌است.